# Tynset kirke
Tynset kirke är en kyrkobyggnad i Tynsets kommun i Innlandet fylke, Norge. Kyrkan ligger i samhället Tynset. Runt kyrkan finns en kyrkogård som har utvidgats flera gånger. Öster om kyrkan finns en prästgård.

## Kyrkobyggnaden
Första kyrkan på platsen invigdes år 1211 och var troligen en stavkyrka. Nästa träkyrka uppfördes år 1657, men redan efter 50 år ansågs den vara för liten. Tredje kyrkan på platsen uppfördes år 1708, men brann ned år 1792. Ett tag funderade man på att bygga en stenkyrka, men det ansågs vara för dyrt. Nuvarande träkyrka uppfördes av Peder Ellingsen och invigdes år 1795, men alla inventarier var ännu inte på plats.
Kyrkans planform är en avlång åttkanting. Vid västra kortsidan finns ett kyrktorn med vapenhus och ingång i bottenvåningen. Vid östra kortsidan finns kor och en vidbyggd sakristia.
År 1834 fick ytterväggarna panel som målades röd med vita fönsterkarmar. Innerväggarna målades vita ett par år senare. År 1867 fick ytterväggarna sin nuvarande vita färg. År 1881 målades innerväggarna bruna och större delen av 1700-talets inredning försvann. En större restaurering genomfördes år 1924 då interiören fick sitt nuvarande utseende. Kyrkorummets väggar är numera målade i ljusblått.

## Inventarier
- I kyrkorummet finns en altarpredikstol från år 1795 och en vanlig predikstol från år 1912.
- Dopfunten av trä är tillverkad av Ole Andreassen Haugen och tillkom omkring år 1890.
- Altartavlan är utförd av Ole Beitdokken och skildrar korsfästelsen. Tavlan tillkom år 1826.
- En kororgel från år 2000 är tillverkad av Ålems Orgelverkstad. En begagnad orgel från Marcussen & Søn köptes in år 2014 och ska tas/har tagits i bruk som läktarorgel.
- I kyrkan finns två kyrkklockor från Arnt Hedemark. De tillkom år 1795 och år 1797.